# Baros (Warunggunung)
Baros is een bestuurslaag in het regentschap Lebak van de provincie Banten, Indonesië. Baros telt 3503 inwoners (volkstelling 2010).